# Województwo śląskie (II Rzeczpospolita)

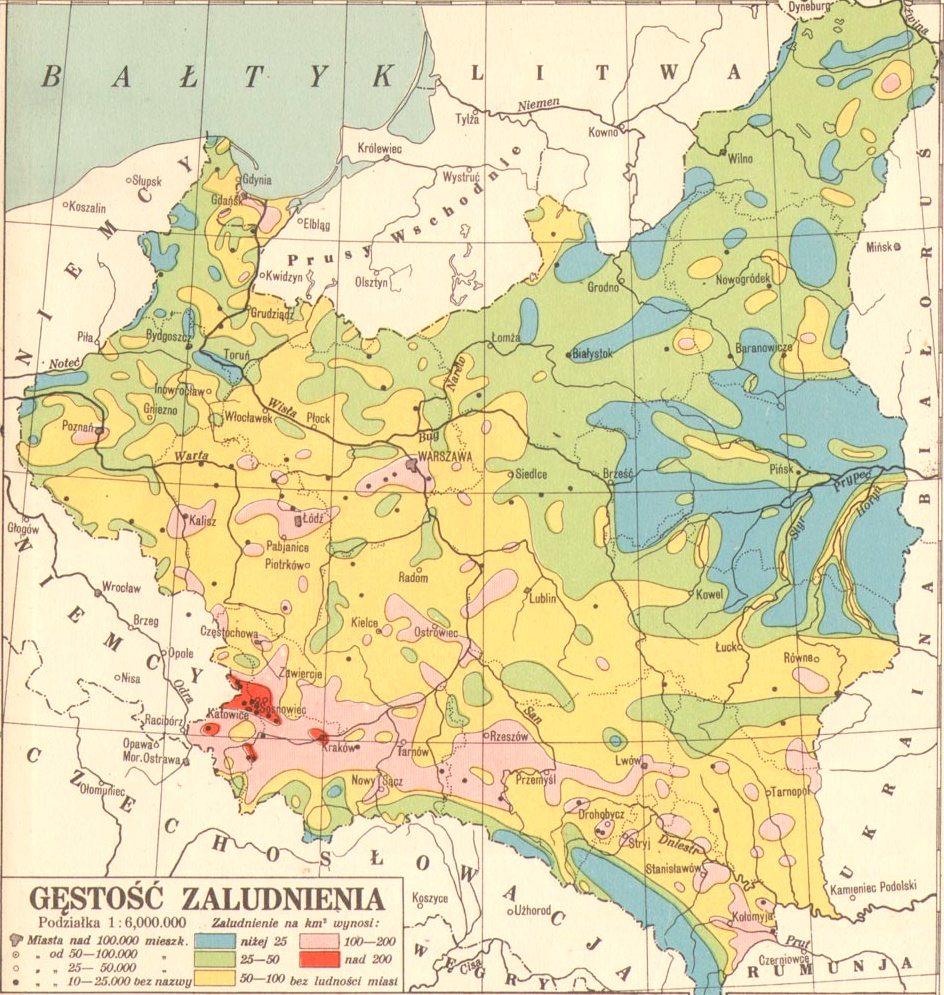
Polska, gęstość zaludnienia, 1931

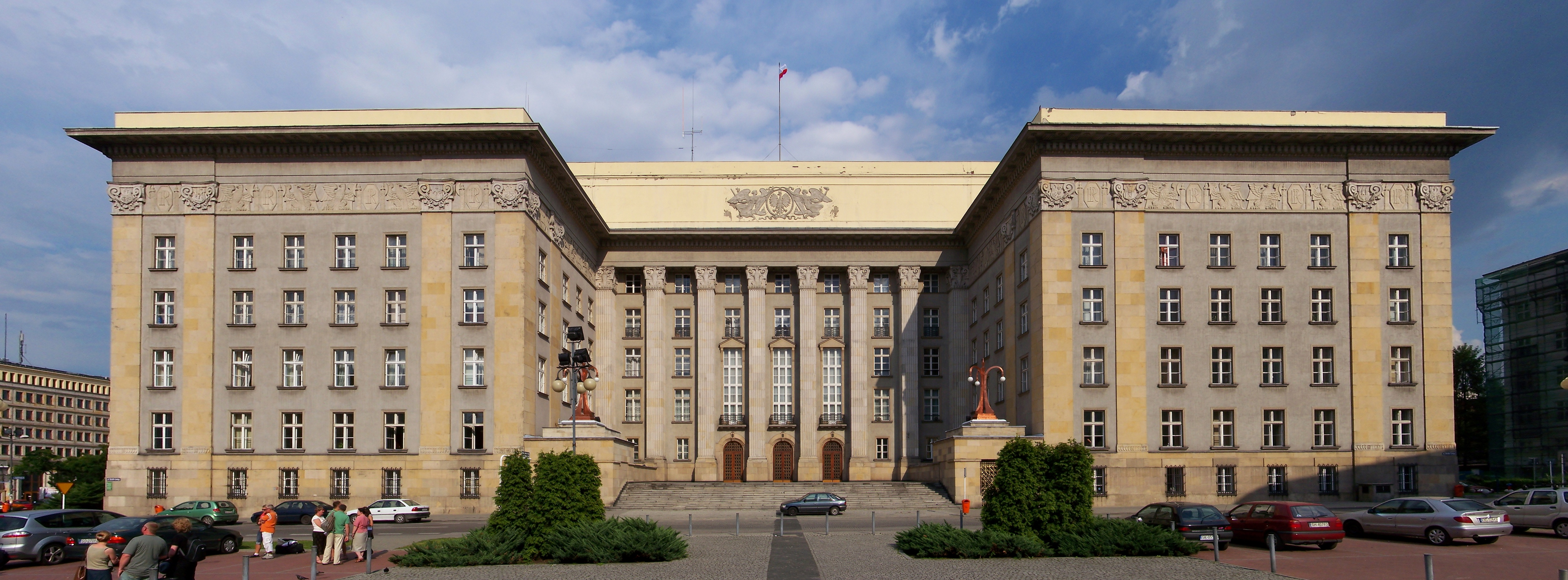
Katowice, gmach Sejmu Śląskiego, dziś Urząd Wojewódzki

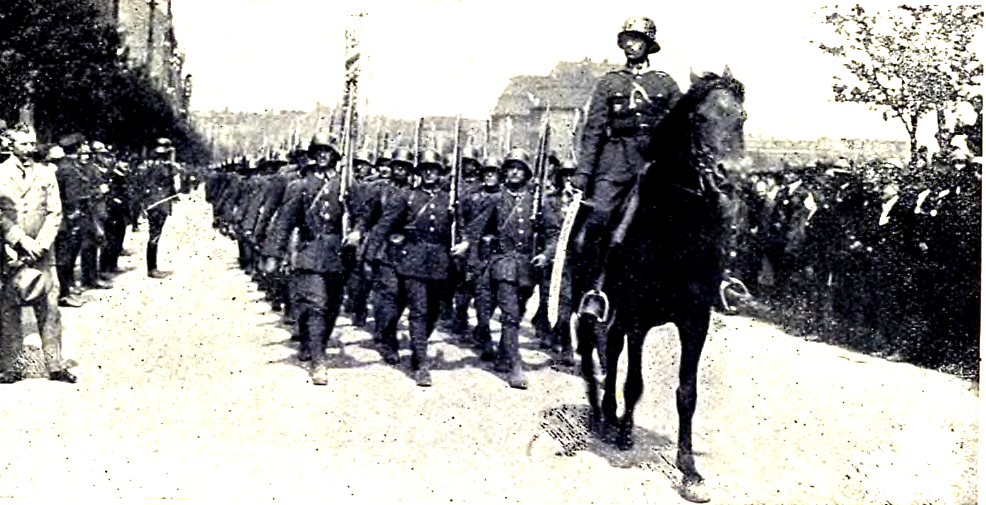
Wojsko Polskie wkracza do Katowic w 1922

Województwo śląskie – jedyna autonomiczna jednostka administracyjna II Rzeczypospolitej Polskiej z siedzibą władz w Katowicach, powołana do życia w 1920 roku, faktycznie istniała w latach 1922–1939. W 1945 roku autonomia została formalnie zniesiona.

## Historia
Podstawą prawną dla autonomii polskiej części Górnego Śląska i polskiej części Śląska Cieszyńskiego była ustawa konstytucyjna Sejmu Ustawodawczego z dnia 15 lipca 1920 roku (Statut Organiczny Województwa Śląskiego). Obowiązywała do końca istnienia II Rzeczypospolitej. W literaturze zwraca się uwagę na to, że decyzja polskiego Sejmu Ustawodawczego była pewnego rodzaju odpowiedzią na podniesienie rejencji opolskiej do rangi prowincji przez pruski Sejm 14 października 1919 roku. Statut gwarantował autonomię tej części Śląska Górnego oraz części Księstwa Cieszyńskiego, które znajdą się w granicach państwa polskiego.
Realnie egzystujące województwo powstało niespełna dwa lata później, w czerwcu 1922, po podpisaniu 15 maja 1922 traktatu w Genewie. W październiku 1938 roku do województwa śląskiego (do powiatu cieszyńskiego i do nowo powstałego powiatu frysztackiego) przyłączono część Zaolzia.
W wyniku rozpoczęcia II wojny światowej we wrześniu 1939 roku władze wojewódzkie ewakuowały się wraz z Prezydentem RP i Rządem na emigrację. Sejm Śląski, jako jedyny organ ustawodawczy w Polsce nie został rozwiązany dekretem Prezydenta. Okupowane ziemie województwa śląskiego dekretem Kanclerza Rzeszy Adolfa Hitlera z 8 października 1939 r. zostały bezpośrednio przyłączone do III Rzeszy, do Okręgu Rzeszy Śląsk (od 1941 r. do Okręgu Rzeszy Górny Śląsk), a następnie utworzono rejencję katowicką. Okręgowa Delegatura Rządu Śląsk działała od 1942 w Warszawie, delegatem był do lata 1944 Ignacy Sikora.
W 1944 roku Polski Komitet Wyzwolenia Narodowego (PKWN) zniósł okupacyjny podział administracyjny i przywrócił polski podział administracyjny przyłączając, niezgodnie ze Statutem Organicznym, powiaty Zagłębia Dąbrowskiego. W 1945 roku Krajowa Rada Narodowa (KRN) ustawą konstytucyjną zniosła, niezgodnie ze swoimi kompetencjami, Statut Organiczny Województwa Śląskiego, będący podstawą prawną autonomii. Od 9 maja 1945 roku administracja polska na Zaolziu została zlikwidowana przez Armię Czerwoną, a władza przekazana została Czechosłowacji. Po wojnie województwo, mimo że formalnie nazwa nie została zmieniona, nazywano śląsko-dąbrowskim. Na emigracji pozostał nierozwiązany Sejm Śląski IV kadencji, który z racji śmierci posłów pozostaje wakujący.

## Autonomia
Województwo śląskie posiadało własny parlament (Sejm Śląski) oraz własny skarb (Skarb Śląski), a jego autonomia była bardzo szeroka, nie mając precedensu w ustawodawstwie polskim, niemieckim czy austriackim.
Do ustawodawstwa Sejmu Śląskiego zastrzeżone były następujące sprawy:
- używanie języka polskiego i niemieckiego w służbie zewnętrznej wszystkich cywilnych władz i urzędów na obszarze województwa
- ustrój śląskich władz administracyjnych, samorząd powiatowy i gminny oraz podział administracyjny województwa,
- sanitarne
- organizacja policji i żandarmerii
- policja budowlana, ogniowa, drogowa, utrzymywanie dróg lądowych
- szkolnictwo ogólnokształcące i zawodowe
- wyznaniowe z wyłączeniem tych związanych z polityką zagraniczną państwa (konkordat)
- zaopatrzenie ubogich oraz zwalczanie żebractwa i włóczęgostwa
- związane z rolnictwem
- związane z tzw. „ustawodawstwem wodnym” z wyłączeniem ustawodawstwa o sztucznych drogach wodnych
- energia elektryczna
- koleje drugo- i trzeciorzędne (lokalne) oraz komunikacja elektryczna i motorowa
- zwalczanie lichwy

W sprawach gospodarczych władze centralne zastrzegły sobie wyrażanie zgody na emisję obligacji wojewódzkich poza granice Śląska.
Organami wykonawczymi województwa był wojewoda powoływany przez Prezydenta Rzeczypospolitej Polskiej na wniosek Prezesa Rady Ministrów, a także 7-osobowa Rada Wojewódzka. W skład Rady Wojewódzkiej wchodziło 5 członków wybranych przez Sejm Śląski, a także wojewoda i wicewojewoda. Według statutu organicznego Prezydent Rzeczypospolitej miał prawo rozwiązać Sejm Śląski przed upływem kadencji oraz miał wyłączną kompetencję jego zwoływania (art. 21). Według statutu organicznego wszystkie sądy wydawały wyroki w imieniu Rzeczypospolitej Polskiej, a nadzór nad wszystkimi sądami zwyczajnymi przysługiwało Ministrowi Sprawiedliwości RP (art. 37).
Autonomia Śląska wynikająca z odmienności narodowościowej, kulturowej i gospodarczej regionu, w zamyśle rządu polskiego miała wspierać walkę propagandową, toczoną pomiędzy Polską a Niemcami w związku z plebiscytem, który miał zdecydować o przynależności Górnego Śląska do któregoś z tych państw.
Autonomia była bardzo szeroka (np. województwo śląskie zaciągnęło w 1931 roku kredyt od Stanów Zjednoczonych w wysokości 11 milionów dolarów bez pośrednictwa Polski). Od reszty ziem II Rzeczypospolitej dzieliły ich także różnice kulturowe oraz językowe uwarunkowane historią tego regionu.
Województwo śląskie nie ograniczało się do adaptacji rozwiązań funkcjonujących w pozostałej części kraju. Ustanawiało również własne regulacje prawne, czego przykładem jest obowiązujący w latach 1926–1938 celibat nauczycielek.

## Polityka
Do kompetencji Sejmu Śląskiego należały wszystkie ustawy związane z polską, autonomiczną częścią Górnego Śląska (w tym Śląska Cieszyńskiego), oprócz polityki zagranicznej i wojskowości.
W Autonomii Śląskiej organem władzy ustawodawczej był Sejm Śląski, natomiast organem wykonawczym była Śląska Rada Wojewódzka, na czele której stał wojewoda. Sprawy m.in. administracji szkolnej i skarbowej podlegały wojewodzie. Śląska Rada Wojewódzka pełniła funkcje kolegialnego organu wojewódzkiego, współdziałającego z wojewodą w sprawowaniu administracji.
Statut Organiczny zapowiedział uchwalenie przez Sejm Śląski ustawy o wewnętrznym ustroju województwa śląskiego (art. 14), do czego nigdy nie doszło. Ustawa ta miała określić m.in. ordynację wyborczą do Sejmu Śląskiego, procedurę ustawodawczą i uprawnienia kontrolne Sejmu Śląskiego wobec Rady Wojewódzkiej. Ordynacja wyborcza do Sejmu Śląskiego, przyjęta przez I Sejm Śląski w 1927 roku, nie weszła w życie wskutek odmowy jej podpisania przez prezydenta. W efekcie I, II i III Sejm Śląski zostały wybrane zgodnie ze zmodyfikowaną ordynacją do Sejmu Ustawodawczego z 1918 roku, a IV Sejm Śląski – na podstawie ordynacji do Sejmu Rzeczypospolitej Polskiej z 1935 roku.

## Geografia
Województwo śląskie było najmniejszym obszarowo województwem międzywojennej Polski. W skład województwa weszły części Górnego Śląska (w tym części Śląska Cieszyńskiego). Powierzchnia pruskiego Górnego Śląska była trzy razy większa od części cieszyńskiej.
W 1921 roku miało obszar 4216 km². W 1938 roku, po włączeniu Zaolzia, powiększyło się o 805 km².
Dzieliło się na 8 powiatów (oraz jeden okręg miejski), 414 gmin wiejskich, 19 gmin miejskich oraz 9 miast.

## Gospodarka

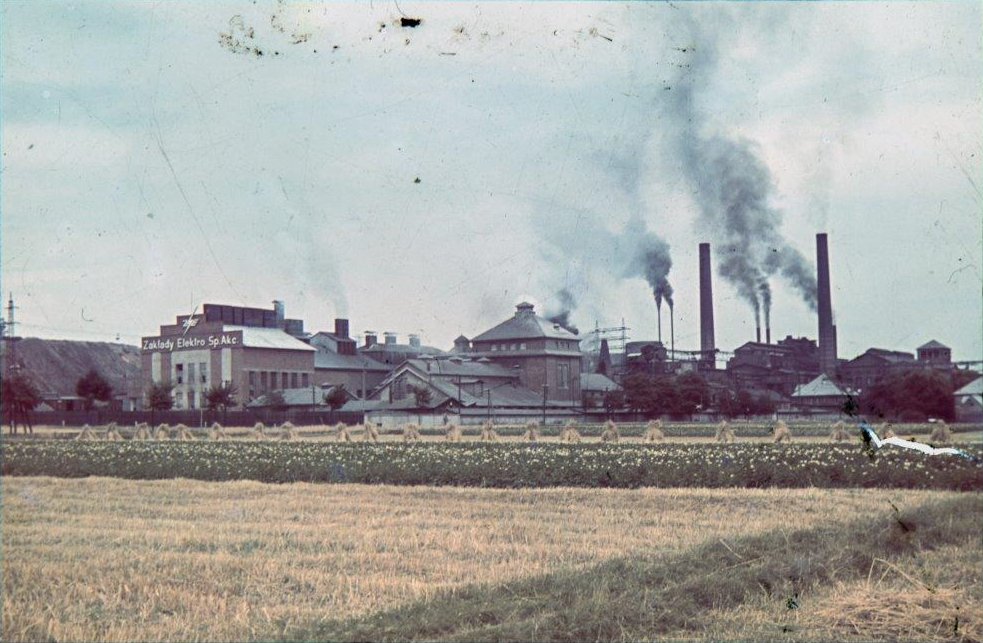
Elektrownia węglowa w Łaziskach Górnych w województwie śląskim przed II wojną światową w 1939 na fotografii Agfacolor autorstwa Henryka Poddębskiego

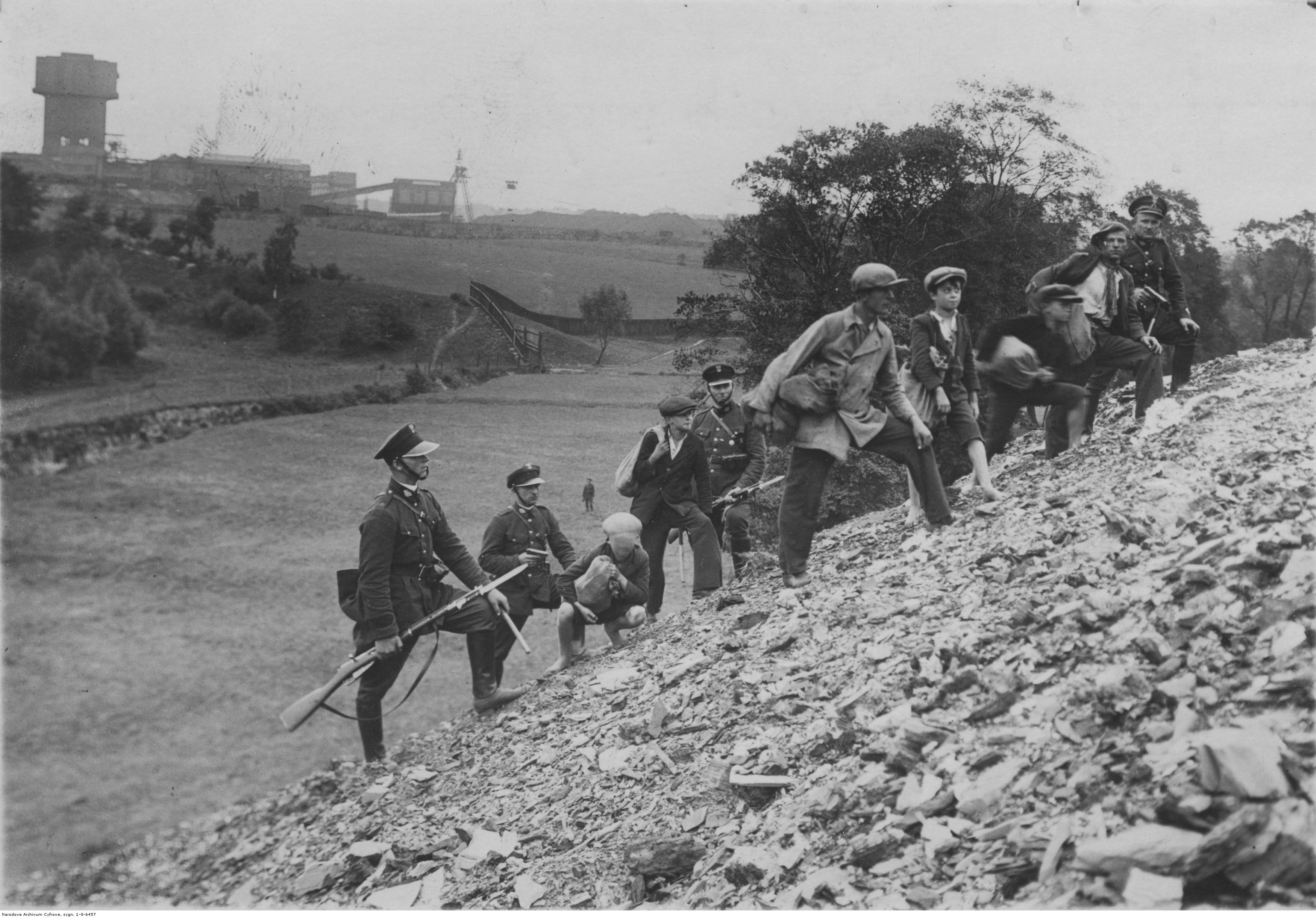
Straż Graniczna uzbrojona w kbk wz. 91/98/25 eskortuje grupę przemytników na Górnym Śląsku

Województwo śląskie było najlepiej rozwiniętym i najbogatszym województwem w przedwojennej Polsce. Jego gospodarka opierała się głównie na przemyśle górniczym i hutniczym. Z jego terenów w 1923 roku pochodziło 73% węgla wydobywanego na terenie Polski, 87,7% cynku, 71% stali i 99,7% ołowiu.
Duży udział w gospodarce województwa śląskiego posiadał kapitał niemiecki. Później pojawił się także kapitał francuski (m.in. polsko-francuska spółka Polskie Kopalnie Skarbowe „Skarboferm”), belgijski, a od 1926 roku także amerykański.
Z końcem lat 20. XX w.roczna produkcja rolna i leśna w Województwie Śląskim przedstawiała wartość ok. 200 mln zł. Ok. 20% mieszkańców województwa utrzymywało się z rolnictwa i leśnictwa. Ok. 1/3 powierzchni województwa, tj. ok. 140 tys. ha, zajmowały lasy. W województwie było ok. 200 tys. ha ziemi ornej oraz 55 tys. ha łąk i pastwisk. Z tego żyto zajmowało 50 tys. ha, ziemniaki przeszło 40 tys. ha. W tym czasie hodowano 130 tys. sztuk krów, 33 tys. sztuk koni i tylko 4 tys. sztuk owiec. W gospodarstwach domowych powszechnie hodowano trzodę chlewną, kozy, króliki. W 30 wzorowo prowadzonych gospodarstwach stawowych prowadzono hodowlę karpi. Działało ponad 50 gorzelni i nowa cukrownia, wybudowana w Chybiu. Od 1923 r. istniała Śląska Izba Rolnicza. Działały szkoły rolnicze w Tarnowskich Górach, Rybniku i nowa szkoła w Międzyświeciu z internatem dla 40 uczniów oraz szkoła ogrodnicza w Strumieniu. W Cieszynie powstała Państwowa Wyższa Szkoła Gospodarstwa Wiejskiego.
W porównaniu do innych ziem Rzeczypospolitej Województwo Śląskie posiadało największą gęstość sieci dróg bitych i brukowanych. W chwili powstania w części górnośląskiej posiadało ono łącznie 1529 km takich dróg, z czego dróg prowincjonalnych 215 km, powiatowych 736 km, gminnych 440 km i prywatnych 138 km. W cieszyńskiej części Województwa (dawny Śląsk austriacki) było 530 km dróg bitych, z czego państwowych 34 km, powiatowych 312 km, gminnych 141 km i prywatnych 43 km. Gęstość dróg bitych i brukowanych w 1927 r. wynosiła od 0,20 km/km2 w powiecie lublinieckim przez 0,28-0,29 km/km2 w powiatach bielskim i cieszyńskim (dawny Śląsk austriacki) po 1,51-1,79 km/km2 w aglomeracji Katowice - Królewska Huta - Świętochłowice. Średnia gęstość (0,56 km/km2) była większa, niż w przypadku Austrii czy Niemiec.
Statut autonomicznego Województwa Śląskiego określał podział obowiązków w zakresie finansowania celów publicznych. Z budżetu państwowego sfinansowano budowę niektórych linii kolejowych m.in. trasę Chorzów – Szarlej, Kalety – Podzamcze. Pozostałe inwestycje kolejowe, w skład których wchodziła budowa linii Chybie – Skoczów – Ustroń – Wisła – Głębce, Strzebiń – Woźniki, Cieszyn – Zebrzydowice i Zebrzydowice – Moszczenica o łącznej długości 70 km sfinansował Skarb Śląski. Znaczące wydatki ponosił on również na budowę i konserwację dróg, wspomagając w tym zakresie samorządy (w latach 1924–1928 w łącznej kwocie 9,8 mln zł). Nawierzchnię bitumiczną lub smołową otrzymała m.in. ważna z punktu widzenia rozwoju terenów górskich droga Skoczów – Wisła – Przełęcz Kubalonka – Istebna – Koniaków – granica powiatu żywieckiego, długości 39 km.
Skarb Śląski ponosił wydatki na regulację rzek. W dorzeczu Wisły była to regulacja samej Wisły od ujścia Kopydła do ujścia Białej (58 km), Brennicy, Pszczynki z Korzeńcem oraz zabudowa szeregu górskich potoków. W dorzeczu Odry były to Ruda i Mała Panew. Z budżetu państwa z kolei prowadzono regulację Odry jako rzeki granicznej. Roboty przy regulacji Wisły na odcinku od ujścia Białej do ujścia Przemszy oraz Olzy współfinansowały Skarb Śląski i budżet państwa, zaś regulację Białej, granicznej między województwem śląskim a krakowskim, wykonywano kosztem obu województw. Do 1928 r. włącznie na roboty wodne wydano 6 652 tys. zł, z czego 6 028 tys. zł wyasygnował Skarb Śląski.
Skarb Śląski ponosił również gros wydatków na szkolnictwo, w tym na utrzymanie szkół istniejących wraz z pensjami personelu (w tym również niemieckich szkół mniejszościowych) oraz na budowę nowych  budynków szkolnych. M.in. w latach 1925–1928 wybudowano 32 szkoły powszechne, w następnych czterech latach wybudowano 58 nowych szkół i blisko 50 rozbudowano.
Z budżetu państwa przeprowadzono budowę urzędów celnych i placówek straży granicznej, głównie na granicy polsko-niemieckiej w najbardziej zurbanizowanej, centralnej części województwa. Ze Skarbu Śląskiego nie przekazywano środków na nakłady na rzecz obronności państwa (które pochłaniały ok. 1/3 budżetu Polski).
Zgodnie ze Statutem Organicznym, Skarb Śląski przekazywał do budżetu centralnego środki w wysokości obliczanej według wzoru:
{\displaystyle \mathrm {SSPO={\frac {DOSS}{2}}-{\frac {DOSP}{2}}\cdot {\frac {LCWS}{LCRP}}} ,}
gdzie:
- SSPO – środki, które Skarb Śląski oddaje na potrzeby ogólnopaństwowe,
- DOSS – dochód ogólny Skarbu Śląskiego z podatków i opłat, z wyjątkiem dodatków do podatków,
- DOSP – dochód ogólny Skarbu Państwa i Skarbu Śląskiego z podatków i opłat, z wyjątkiem dodatków do podatków,
- LCWS – ludność cywilna województwa śląskiego,
- LCRP – ludność cywilna państwa wraz z województwem śląskim.

Wydatki Skarbu Śląskiego kształtowały się następująco (lata budżetowe)
- 1926/27 – 79,06 mln zł[19]
- 1927/28 – 95,05 mln zł[19]
- 1928/29 – 91,91 mln zł[19]
- 1932/33 – 82,464 mln zł
- 1934/35 – 66,401 mln
- 1935/36 – 77,805 mln
- 1936/37 – 82,017 mln
- 1937/38 – 78,065 mln[b]
- 1938/39 – 86,334 mln[b]

Dla porównania wydatki budżetowe państwa polskiego wyniosły w latach 1931/32 – 2467 mln zł; 1932/33 – 2245 mln zł; 1933/34 – 2231 mln.
Dochody Skarbu Śląskiego w roku budżetowym 1928/29 wyniosły 131 mln zł, a dla porównania dochody skarbu państwa polskiego (bez dochodów Skarbu Śląskiego) wyniosły w tym samym roku 2627 mln zł.
Zadłużenie Skarbu Śląskiego w 1938 r. wynosiło ponad 72 mln zł (w tym pożyczka amerykańska z 1.06.1928 r. w wysokości 11 200 000 dolarów wynosiła w 1938 roku 9 772 900 dolarów), zadłużenie polskiego budżetu centralnego w 1937 roku wyniosło 4762 mln zł (wewnętrzne 2130 i zagraniczne 2632).

## Demografia
Według danych ze spisu powszechnego przeprowadzonego w 1931 roku województwo śląskie miało 1 295 027 mieszkańców, co stanowiło wzrost o 169 499 osób w stosunku do poprzedniego spisu przeprowadzonego dziesięć lat wcześniej (wtedy było to 1 125 528 osób). Na kilometr kwadratowy przypadało 307,2 osób, czyli ponad trzykrotnie więcej niż średnio w kraju. Na 100 mężczyzn przypadały 104,3 kobiety. Wyznaniowo przeważali katolicy (stanowili 92,3% mieszkańców), choć na Śląsku Cieszyńskim i w większych miastach stosunkowo dużo było także ewangelików. Podobnie jak w Wielkopolsce i na Pomorzu, również i na Śląsku mieszkało stosunkowo mało Żydów (18 938 – zaledwie 1,5%).
Spis z 1931 roku nie pytał o przynależność narodową badanego. Zamiast tego badano język ojczysty populacji i tak w województwie śląskim zdecydowana większość, bo aż 1 195 635 osób przyznawało się do języka polskiego. Po niemiecku mówiło 90 545 osób, natomiast inne języki były ojczystymi dla znaczniej mniejszych grup mieszkańców. W przekroju powiatów tylko jeden powiat województwa śląskiego miał inną niż polskojęzyczna większość – był to powiat miejski Bielsko, w którym jedynie 43,4% mieszkańców mówiło po polsku (więcej mówiło po niemiecku). Powiat miejski Bielsko nie istniał wprawdzie w czasie trwania spisu w 1931 roku, ale jego wyniki przedstawiono dopiero w 1935 roku, z uwzględnieniem zmian administracyjnych.
Województwo śląskie cechowało się bardzo młodym społeczeństwem. 41,4% mieszkańców było w wieku przedprodukcyjnym (0–19 lat), zaś zaledwie 4,3% było w wieku poprodukcyjnym (65 i więcej lat).
W 1938 roku po przyłączeniu Zaolzia ludność województwa wzrosła o 227 400 mieszkańców.
W pruskiej części Górnego Śląska w momencie powstania województwa praktycznie nie było miejscowej polskiej inteligencji w przeciwieństwie do Śląska Cieszyńskiego. W efekcie to mieszkańcy Śląska Cieszyńskiego zdominowali polską inteligencję województwa śląskiego.
- Śląsk Cieszyński (część województwa śląskiego objęta spisem 1921) – oficjalne dane GUS spisu powszechnego 1921
- Skorowidz miejscowości 1921 – szczegółowe dane GUS spisu powszechnego 1921 – Śląsk Cieszyński (część województwa śląskiego objęta spisem 1921)
- Województwo śląskie – oficjalne dane GUS spisu powszechnego 1931

## Miasta
| Miasta               | Liczba mieszkańców(stan na 1931 rok) |
| -------------------- | ------------------------------------ |
| Katowice             | 127 034                              |
| Królewska Huta       | 80 734                               |
| Siemianowice Śląskie | 37 888                               |
| Rybnik               | 23 046                               |
| Mysłowice            | 22 943                               |
| Bielsko              | 22 573                               |
| Cieszyn              | 17 791                               |
| Tarnowskie Góry      | 15 773                               |
| Mikołów              | 11 463                               |
| Lubliniec            | 8512                                 |
| Pszczyna             | 7240                                 |
| Żory                 | 5 869                                |
| Wodzisław            | 4942                                 |
| Skoczów              | 4374                                 |
| Bieruń Stary         | 3059                                 |
| Miasteczko           | 2408                                 |
| Woźniki              | 2264                                 |
| Strumień             | 1984                                 |

### Gminy wiejskie o miejskich uprawnieniach finansowych (stan na 1929 rok)
| Gminy wiejskie       | Liczba ludności |
| -------------------- | --------------- |
| Siemianowice Śląskie | 37 322          |
| Hajduki Wielkie      | 27 834          |
| Świętochłowice       | 26 706          |
| Nowy Bytom           | 24 000          |
| Ruda                 | 23 562          |
| Szopienice           | 22 050          |
| Nowa Wieś            | 21 700          |
| Lipiny               | 18 997          |
| Janów                | 17 890          |
| Łagiewniki           | 15 382          |
| Bielszowice          | 15 144          |
| Chorzów              | 15 100          |
| Chropaczów           | 14 332          |
| Radzionków           | 14 102          |
| Szarlej              | 12 059          |
| Kochłowice           | 12 000          |
| Roździeń             | 11 860          |
| Piekary Wielkie      | 11 725          |
| Orzegów              | 10 029          |

### Powiaty (stan na 1929 rok)
| Powiaty         | Powierzchnia |
| --------------- | ------------ |
| pszczyński      | 1072 km²     |
| rybnicki        | 893 km²      |
| lubliniecki     | 706 km²      |
| cieszyński      | 664 km²      |
| Powiat bielski  | 314 km²      |
| tarnogórski     | 250 km²      |
| katowicki       | 170 km²      |
| świętochłowicki | 83 km²       |
| Katowice        | 42 km²       |
| Królewska Huta  | 8 km²        |

## Wojewodowie śląscy
- Józef Rymer 16 czerwca 1922 – 5 grudnia 1922
- Zygmunt Żurawski 15 grudnia 1922 – 1 lutego 1923 (p.o.)
- Antoni Schultis 1 lutego 1923 – 3 marca 1924
- Tadeusz Koncki 15 października 1923 – 2 maja 1924 (p.o. za Schultisa do 3 marca 1924)
- Mieczysław Bilski 6 maja 1924 – 3 września 1926
- Michał Grażyński 6 września 1926 – 5 września 1939